# Bao (filme de 2018)
Bao é um filme de animação digital norte-americano de 2018 escrito e dirigido pela chinesa Domee Shi, com produção da Pixar. Lançado em 15 de junho de 2018 no mesmo período de Incredibles 2, o filme conta a história de uma mãe chinesa-canadense que sofre com a síndrome do ninho vazio, que recebe uma segunda chance de ser mãe quando faz um bolinho de massa (baozi) que ganha vida como menino. No Óscar 2019, foi nomeado como Melhor Curta-metragem de Animação.

## Enredo
Em Toronto, no Canadá, uma mulher chinesa-canadense, cujo marido está ocupado a trabalho, faz um bolinho de massa que ganha vida. Ela cria o bolinho quando criança, alimentando-o com diferentes refeições. Eventualmente, o bolinho - criança deseja jogar futebol com as outras crianças, apesar da proteção de sua mãe. À medida que seu filho cresce e vira um adolescente e um jovem adulto, ele quer cada vez mais independência, enquanto sua mãe deseja mais atenção e se sente ignorada. Quando o bolinho de massa apresenta sua nova noiva e anuncia intenções de sair de casa, sua mãe protesta. A mãe tenta impedir que o bolinho saia, mas ele se solta. Em um ataque de raiva, a mãe come o bolinho de massa, após chorar pelo que havia feito. Mais tarde, a mãe deita-se na cama e seu verdadeiro filho entra na sala, revelando que toda a sequência era um sonho alegórico. O pai pede que o filho, parecido com o bolinho, aceite as desculpas de sua mãe, quando ela o ignora. Ele entra no quarto, oferecendo o mesmo tratamento que a mãe deu ao bolinho e, enquanto o compartilham, ambos choram. 